# Thomas Brothers Model B
Thomas Brothers B – seria łodzi latających zaprojektowanych w zakładach Thomas-Morse Aircraft w latach 1912–1915.

## Historia
Pierwsza łódź latająca w serii „B” została zbudowana około 1912. Był to klasyczny dwupłat z ówczesnego okresu, napędzany chłodzonym wodą silnikiem o mocy 60-65 KM w układzie pchającym, pilot i pasażer mieli miejsca obok siebie w kadłubie samolotu. Pierwsze loty odbyły się z powierzchni jeziora Salubria położonego w okolicach miejscowości Bath w hrabstwie Steuben.
Niedługo później powstała druga łódź latająca, o udoskonalonej konstrukcji, napędzana silnikiem Austro-Daimler o mocy 90 KM. Prędkość maksymalna tego samolotu wynosiła około 65 mil na godzinę (105 km/h). Drewniany kadłub samolotu zbytnio nasiąkał wodę i po pierwszych lotach został pokryty 2,55 mm (30 gauge) galwanizowaną stalową blachą.
W 1914 zbudowano trzecią łódź latającą, napędzaną tym samym silnikiem co drugi model. Rok później powstał jeszcze jeden samolot, B-3 lub B-4, także z 90-konnym silnikiem, bardziej doskonały aerodynamicznie, w dużej mierze zbudowany z mahoniu, mający służyć jako luksusowych „jacht” dla dwóch lub trzech osób. Możliwe jest, że jeden z późniejszych samolotów powstał w wyniku przebudowania wcześniejszego samolotu Thomas Brothers.

## Dane techniczne
| Wersja     | Długość (m) | Rozpiętość (m) | Moc silnika (KM) | Masa własna (kg) | Pręd. maks. (km/h) | Czas lotu (h) |
| ---------- | ----------- | -------------- | ---------------- | ---------------- | ------------------ | ------------- |
| 1914 model | 7,77        | 11,07          | 90               | 578              | 105                | -             |
| 1915 model | 8,68        | 11,58          | 90               | 567              | 112                | 4             |